# فرنسيسكو سيريزو
فرنسيسكو سيريزو (بالإسبانية: Francisco Cerezo)‏ هو دراج إسباني، ولد في 6 يناير 1971 في توميلوسو في إسبانيا.

## وصلات خارجية
- فرنسيسكو سيريزو على موقع أرشيف الدراجات (الإنجليزية)
- فرنسيسكو سيريزو على موقع إحصائيات الدراجات الإحترافية (الإنجليزية)
- فرنسيسكو سيريزو على موقع نسبة الدراجات (الإنجليزية)